# Zachary Wentz
Zachary Green (Lima, 29 de abril de 1994) mais conhecido pelo seu nome de ringue Zachary Wentz, lutador profissional americano.  Ele trabalha atualmente para a Total Nonstop Action Wrestling (TNA), onde é membro do grupo The Rascalz. Ele também faz aparições na marca da WWE NXT, onde anteriormente se apresentou sob o nome de ringue Nash Carter de 2020 a 2022. Ele trabalhou com outras promoções independentes, destacando-se principalmente na Pro Wrestling Guerrilla (PWG).
Green começou sua carreira em 2014 e trabalhou para várias promoções independentes. Durante seus primeiros anos, ele se juntou a Dezmond Xavier e Trey Miguel para criar um grupo chamado The Rascalz. Junto com Xavier, ele conquistou vários títulos de duplas, como o Campeonato de Duplas da AAW, o Campeonato de Mundial de Duplas da CZW e o Campeonato Mundial de Duplas da PWG. Ele também foi campeão uma vez do CZW Wired Championship. Em 2018, The Rascalz se juntou ao Impact Wrestling, onde permaneceu até 2020, quando ele e Xavier assinaram com a WWE e foram designados para a marca de desenvolvimento, NXT. Eles mudaram seus nomes de ringue para Nash Carter e Wes Lee, e sua dupla foi renomeada para "MSK". Eles venceram o Dusty Rhodes Tag Team Classic em 2021 e conquistaram o Campeonato de Duplas do NXT duas vezes. Em 2023, Wentz retornou ao Impact, ganhando depois o Campeonato de Duplas do Impact ao lado de Miguel e, em 2024, conquistou o Campeonato da X Division da TNA.

## Carreira na luta livre profissional

### Circuito independente (2014–2020)
Zachary Green fez sua estreia na luta livre profissional em 2014 sob o nome de ringue Zachary Wentz, como uma homenagem ao músico de rock Pete Wentz, possivelmente também devido à leve semelhança facial. Ele se juntou a Dezmond Xavier pela primeira vez em um evento da Rockstar Pro chamado Amped, em 12 de dezembro de 2015, derrotando a equipe Ohio Is 4 Killers (Dave e Jake Crist). Logo, eles formaram uma aliança com Dave Crist, JT Davidson e Brittany Blake chamada "Scarlet & Graves" na Combat Zone Wrestling (CZW). Em 13 de fevereiro de 2016, no evento Seventeen, Wentz, Xavier e Crist derrotaram Conor Claxton, Frankie Pickard e Neiko Sozio. Xavier e Wentz conquistaram muitos títulos de duplas como parte do grupo, incluindo o Campeonato Mundial de Duplas da CZW duas vezes e o Campeonato de Duplas da All American Wrestling uma vez. Na CZW, eles se separaram de Crist e Davidson, com quem Xavier e Wentz começaram uma rivalidade, e continuaram a competir como Scarlet & Graves. Xavier e Wentz se uniram ao futuro parceiro Trey Miguel pela primeira vez para derrotar a Ohio Is 4 Killers (Dave Crist, Jake Crist e Sami Callihan) em uma luta de portas no EVILution em 8 de julho de 2017.
Scarlet & Graves se desfez em 2017, e Xavier e Wentz formaram uma dupla chamada The Rascalz na Fight Club Pro, se unindo a Meiko Satomura em uma luta de duplas mistas contra Travis Banks e Aussie Open (Kyle Fletcher e Mark Davis) no segundo dia do torneio Dream Tag Team Invitational em 31 de março de 2018.
Xavier e Wentz adicionaram Miguel e Myron Reed como novos membros do Rascalz na CZW durante o Welcome to the Combat Zone, em 7 de abril de 2018. Eles derrotaram Bandido e Flamita e Ohio Versus Everything em uma luta three-way. No International Tekkers: Nothing Is True, Everything Is Permitted da FCP, Xavier e Wentz conquistaram o Campeonato de Duplas PWR da Wrestling Revolver ao derrotar os campeões defensores Millie McKenzie e Pete Dunne, além de Besties in the World (Davey Vega e Mat Fitchett), em uma luta three-way. Eles defenderam com sucesso os títulos em um torneio de duplas de uma noite contra Killer Death Machines (Jessicka Havok e Nevaeh), The Crew (Jason Cade e Shane Strickland) e The Latin American Exchange (Santana e Ortiz) no Catalina Wrestling Mixer 2. Miguel e Reed também participaram do torneio, perdendo para Besties in the World na rodada de abertura. Rascalz manteve o Campeonato de Duplas PWR até o It's Always Sunny In Iowa, em 3 de março de 2019, quando perderam os títulos para o Latin American Exchange em uma luta three-way, que também envolveu Besties in the World. Reed deixaria o grupo após Miguel, Xavier e Wentz assinarem com a Impact Wrestling.
Em 12 de maio, Miguel e Wentz conquistaram o Campeonato de Duplas WC Big Top no evento da WrestleCircus, Encore, derrotando The Dirty Devils (Andy Dalton e Isaiah James) e The Riegel Twins (Logan e Sterling) em uma luta three-way. Após uma defesa de título bem-sucedida contra os Riegel Twins e Private Party no Big Top Revival, Miguel e Wentz deixaram os títulos vagos em 25 de julho. Na Southside Wrestling Entertainment, do Reino Unido, Xavier e Wentz conquistaram o Campeonato de Duplas SWE ao derrotar Chris Tyler e Stixx no III Manors em 10 de agosto. Eles perderam os títulos para Deadly Sins no Lock, Stock And Three Smoking Rascalz.
Xavier e Wentz estrearam na Pro Wrestling Guerrilla (PWG) no evento Time is a Flat Circle, em 23 de março de 2018, derrotando Bandido e Flamita em uma luta de duplas. No mês seguinte, na primeira noite do All Star Weekend, em 20 de abril, os Rascalz derrotaram The Chosen Bros (Jeff Cobb e Matt Riddle) e The Young Bucks em uma luta three-way para conquistar o Campeonato Mundial de Duplas. Na noite seguinte, os Rascalz fizeram sua primeira defesa de título bem-sucedida contra a Violence Unlimited. Eles mantiveram os títulos durante o restante de 2018 e 2019, defendendo com sucesso contra The Young Bucks, Lucha Brothers, Latin American Exchange e Best Friends em rápida sucessão. No evento Two Hundred, os Rascalz defenderam o título contra LAX e Lucha Brothers em uma luta three-way. Eles também defenderam os títulos com sucesso contra Flamita e Rey Horus no Mystery Vortex VI e contra LAX em uma luta de escadas no Sixteen. Em 2021, após Xavier e Wentz assinarem com a WWE, a PWG vacou os títulos e coroou novos campeões de duplas. Com 1.025 dias, os Rascalz são os campeões de duplas mundiais mais longevos da história da PWG.

### Impact Wrestling (2018–2020)

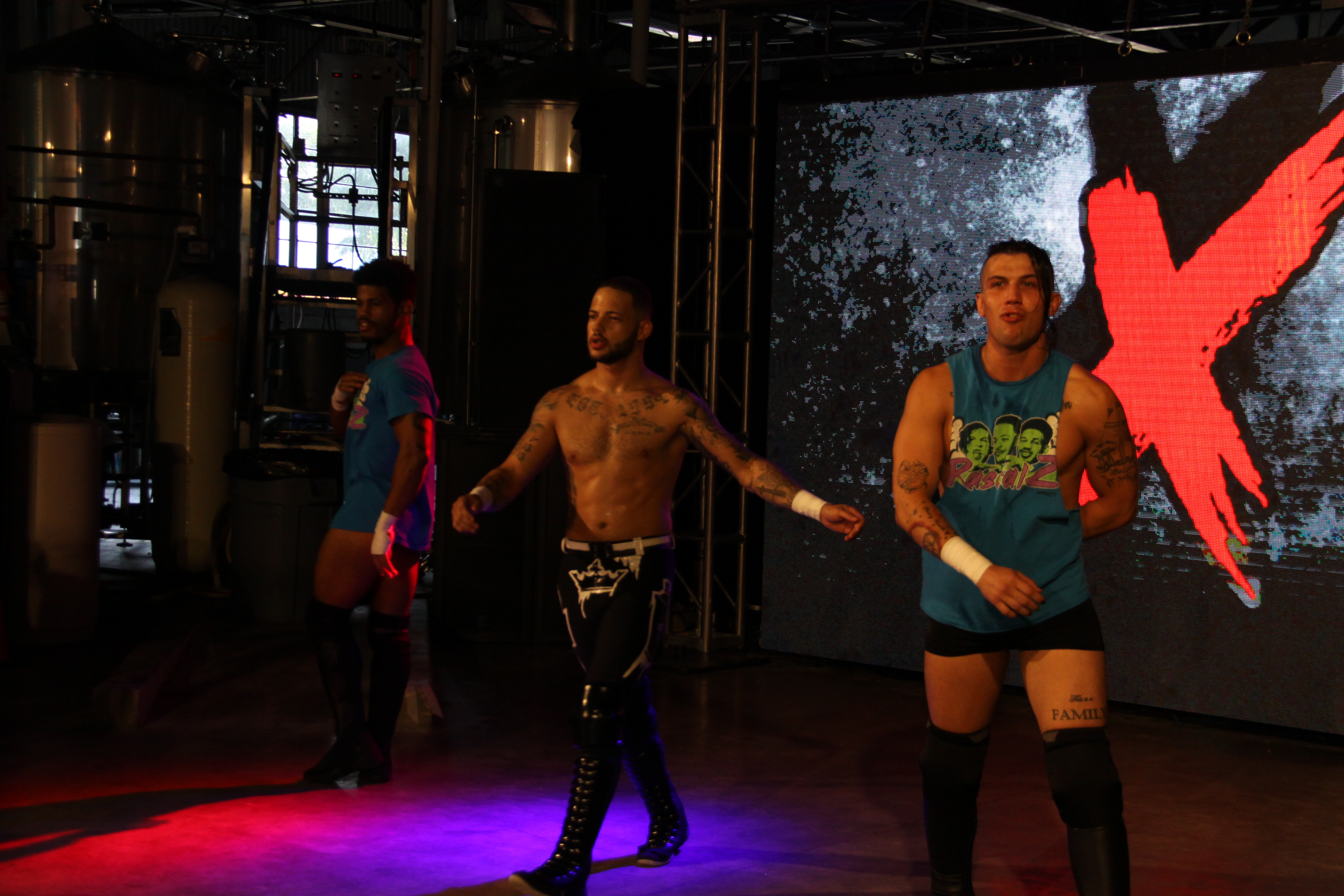
Wentz (direita) com Dez (esquerda) e Trey (centro) como The Rascalz em julho de 2019.

Os Rascalz assinaram com a Impact Wrestling no outono de 2018. Dezmond Xavier já havia trabalhado para a Impact, tendo vencido o torneio Super X Cup no ano anterior. Zachary Wentz e Trey Miguel fizeram sua primeira aparição na Impact ao se juntarem a Ace Austin como talentos de apoio contra oVe (Dave Crist, Jake Crist e Sami Callihan) em uma luta que perderam no episódio de 6 de setembro do Impact!. Uma vinheta foi exibida promovendo a estreia dos Rascalz no episódio de 15 de novembro do Impact!. Eles fizeram sua estreia como uma equipe face no episódio de 29 de novembro, quando Xavier e Wentz (com Miguel em seu canto) derrotaram Chris Bey e Mike Sydal. Os Rascalz iniciaram sua rivalidade contra Moose em 2019, o que levou à estreia deles em um pay-per-view da Impact, enfrentando Moose e The North em uma luta de trios no Rebellion, onde os Rascalz perderam. Durante a luta, os nomes de ringue de Xavier, Miguel e Wentz foram encurtados para Dez, Trey eWentz, respectivamente.
Dez e Wentz perderam para The North no Code Red. Em seguida, os Rascalz derrotaram os membros do oVe, Dave Crist, Jake Crist e Madman Fulton, no A Night You Can't Mist. No episódio de 7 de junho de 2019 do Impact Wrestling, Dez e Wentz tiveram sua primeira oportunidade pelo Campeonato de Duplas do Impact contra The Latin American Exchange (Santana e Ortiz), mas perderam por desqualificação após Wentz interferir na luta. Isso levou a um revanche entre as duas equipes pelo título no Slammiversary XVII. No episódio de 5 de julho do Impact Wrestling, Dez e Wentz derrotaram Trey em uma luta three-way para garantir o direito de serem os oponentes do LAX no Slammiversary. Enquanto isso, o LAX perdeu os títulos para The North, o que fez com que The North fosse adicionado à luta, tornando-se uma luta three-way pelo título, onde The North reteve os títulos. Os Rascalz então derrotaram Andy Dalton, Matthew Palmer e Steve O Reno no Bash at the Brewery.
Em 2020, no Slammiversary, os Rascalz, representados por Dez e Wentz, lançaram um desafio aberto para qualquer equipe de duplas. Os Motor City Machine Guns, que se reuniram, aceitaram o desafio e venceram a luta. Em 11 de novembro, foi revelado que os Rascalz deixariam a Impact Wrestling, com interesse tanto da WWE quanto da All Elite Wrestling (AEW). Durante as gravações de 17 de novembro, os Rascalz receberam uma despedida do vestiário da Impact. No dia seguinte, Miguel confirmou que ele, Dez e Wentz estavam realmente terminando com a Impact Wrestling. No entanto, Miguel acabou retornando à Impact Wrestling, efetivamente encerrando os Rascalz como um trio.

### WWE (2020–2022)
Em 2 de dezembro de 2020, Green assinou um contrato com a WWE e foi designado ao WWE Performance Center. No episódio de 13 de janeiro de 2021 do NXT, Wentz, agora usando o nome de ringue Nash Carter, e seu parceiro de dupla Xavier, que passou a se chamar Wes Lee, estrearam sob o novo nome "MSK". Eles estrearam no torneio Dusty Rhodes Tag Team Classic masculino, que acabaram vencendo. No NXT Takeover: Stand & Deliver, MSK derrotou Grizzled Young Veterans e Legado Del Fantasma em uma luta triple threat de duplas para conquistar o Campeonato de Duplas do NXT, que estava vago. MSK teve sua primeira defesa de título bem-sucedida contra a equipe de Killian Dain e Drake Maverick no episódio de 13 de abril do NXT. No NXT Takeover: In Your House, MSK se uniu ao campeão norte-americano do NXT, Bronson Reed, para enfrentar Legado Del Fantasma em uma luta onde o vencedor levaria tudo, e a equipe de MSK e Reed saiu vitoriosa. No NXT: Halloween Havoc, MSK perdeu os títulos para Imperium, encerrando seu reinado em 201 dias. No NXT Stand & Deliver, MSK conquistou o Campeonato de Duplas do NXT pela segunda vez, derrotando Imperium e os Creed Brothers em uma luta triple threat de duplas. No episódio de 5 de abril de 2022 do NXT 2.0, MSK foi interrompido por Grayson Waller, que afirmou ser ele quem realmente fez impacto no Stand & Deliver. Esta foi a última aparição de Green na WWE, já que ele foi liberado no dia seguinte. Pouco depois, o Campeonato de Duplas do NXT ficou oficialmente vago.

### Retorno ao circuito independente (2022–presente)
Em 9 de junho, foi anunciado que os Rascalz se reuniriam com Miguel, Wentz e Reed, enfrentando a equipe de Blake Christian, Nick Wayne e Fuego Del Sol no Warrior Wrestling 24 em 26 de junho, mas foi substituído por Dante Leon.

### Retorno ao Impact/Total Nonstop Action Wrestling (2023–presente)
No episódio de 29 de junho de 2023 do Impact!, Wentz fez seu retorno à Impact Wrestling, atacando Chris Sabin durante sua luta com Trey Miguel e reunindo os Rascalz como heels no processo. Em 27 de agosto, no Emergence, Wentz e Miguel conquistaram o Campeonato de Duplas do Impact pela primeira vez em suas carreiras ao derrotarem a equipe Subculture (Mark Andrews e Flash Morgan Webster). No Bound For Glory, Wentz e Miguel perderam o Campeonato de Duplas do Impact para ABC (Ace Austin e Chris Bey), encerrando seu reinado em 55 dias. Logo depois, a Impact Wrestling anunciou que retornaria ao nome anterior da promoção, Total Nonstop Action Wrestling (TNA), e em dezembro, Wentz e Miguel renovaram contrato com a TNA.
No episódio de 4 de julho de 2024 do TNA Impact!, Wentz acompanhou Miguel em sua luta contra Leon Slater. A luta terminou em sem resultado quando Charlie Dempsey, do grupo do NXT No Quarter Catch Crew (NQCC), atacou os outros lutadores e o árbitro. No episódio de 11 de julho do TNA Impact!, Dempsey fez sua estreia no ringue da TNA e derrotou Wentz, após a interferência do companheiro de NQCC, Myles Borne. Após a luta, o Diretor de Autoridade da TNA, Santino Marella, agendou uma luta de trios envolvendo ambos os grupos. No episódio de 18 de julho do TNA Impact!, Wentz, Miguel e Kushida foram derrotados pelo NQCC. Durante as gravações, Wentz e Miguel se reuniram com Wes Lee no NXT, e no Slammiversary, os Rascalz derrotaram o NQCC. No episódio de 8 de agosto do TNA Impact!, Wentz derrotou Dante Chen e KC Navarro em uma luta three-way para se qualificar para uma luta Ultimate X no Emergence. Em 30 de agosto, no Emergence, Wentz derrotou o campeão Mike Bailey, Hammerstone, Jason Hotch, Laredo Kid e Riley Osborne, do NXT, na luta Ultimate X, conquistando o Campeonato da X Division da TNA pela primeira vez em sua carreira. No Victory Road, em 13 de setembro, Wentz perdeu o título para Mike Bailey, encerrando seu reinado em 14 dias.

### Retorno a WWE (2024–presente)
No episódio de 9 de julho de 2024 do NXT, Wentz voltou ao NXT com Trey Miguel para interromper Wes Lee, que estava prestes a anunciar que deixaria a divisão após perder uma luta de última chance pelo Campeonato Norte-Americano do NXT no NXT Heatwave. Miguel e Wentz conseguiram convencer Lee a ficar, e o trio se reuniu pela primeira vez desde 2020. Na semana seguinte, em sua primeira luta na WWE desde 2022, os Rascalz derrotaram Gallus (Joe Coffey, Mark Coffey e Wolfgang) em uma luta de trios. Na segunda semana do NXT: The Great American Bash, em 6 de agosto, Wentz e Lee não conseguiram derrotar os campeões de duplas do NXT, Nathan Frazer e Axiom, pelo Campeonato de Duplas do NXT. Após a luta, Lee virou-se contra Miguel e Wentz, atacando este último por tê-lo deixado em 2022, marcando sua primeira vez como heel. Wentz voltou ao NXT em 20 de agosto para atacar Lee, e uma luta entre eles foi marcada para o NXT No Mercy na semana seguinte. Um dia após conquistar o Campeonato da X Division da TNA no Emergence, Wentz se tornou o terceiro lutador da TNA a entrar na WWE com um título da TNA, e derrotou Lee no NXT No Mercy em 1º de setembro. Dois dias depois, Miguel e Wentz derrotaram Gallus (Mark Coffey e Wolfgang) e Hank Walker e Tank Ledger em uma luta triple threat de duplas para garantir uma chance pelo Campeonato de Duplas do NXT. No entanto, Miguel e Wentz não compareceram à luta pelo título depois que Lee retirou Miguel de cena. Na realidade, foi relatado que Miguel precisou passar por uma cirurgia menor inesperada. Lee então desafiou Wentz para uma luta street fight na estreia do NXT na CW em 1º de outubro, onde Lee venceu.

## Títulos e prêmios
- All American Wrestling
  - AAW Tag Team Championship (1 vez) – com Dezmond Xavier[74]
- Circle 6 Wrestling
  - Circle 6 World Championship (1 vez)
- Burning Heart Pro Wrestling
  - Burning Hearts Pro Tag Team Championship (1 vez, atual) – com Robbie X[75]
- Combat Zone Wrestling
  - CZW World Tag Team Championship (2 vezes) – com Dezmond Xavier[76]
  - CZW Wired Championship (1 vez)[77]
- Gleat
  - G-Infinity Championship (1 vez, atual) – com Trey Miguel
- Total Nonstop Action Wrestling
  - Campeonato da X Division da TNA (1 vez)
  - Campeonato Mundial de Duplas do Impact (1 vez) – com Trey Miguel
  - Torneio do desafiante Nº 1 ao Campeonato Mundial de Duplas da Impact – com Trey Miguel
- Pro Wrestling Guerrilla
  - PWG World Tag Team Championship (1 vez) – com Dezmond Xavier[78]
- Revolution Pro Wrestling
  - SWE Tag Team Championship (1 vez) – com Dezmond Xavier[79]
- Rockstar Pro Wrestling
  - American Luchacore Championship (2 vezes)[80]
  - Rockstar Pro Championship (1 vez)[81]
  - Rockstar Pro Trios Championship (1 vez)[82] – com Clayton Jackson e Myron Reed
- The Wrestling Revolver
  - PWR Tag Team Championship (1 vez) – com Dezmond Xavier [83]
  - One Night Tag Team Tournament (2018) – com Dezmond Xavier[84]
- Pro Wrestling Illustrated
  - PWI o colocou na posição #331 dos 500 melhores lutadores individuais em 2021[85]
- VIP Wrestling
  - VIP Tag Team Championship (1 vez, atual) – com Myron Reed[86]
- WrestleCircus
  - WC Big Top Tag Team Championship (1 vez) – Trey Miguel[87]
- WWE
  - Campeonato de Duplas do NXT (2 vezes) – com Wes Lee[88]
  - Men's Dusty Rhodes Tag Team Classic (2021) – com Wes Lee[89]
- Xtreme Intense Championship Wrestling
  - XICW Tag Team Championship (1 vez) – com Aaron Williams, Dave Crist, Kyle Maverick, Trey Miguel e Dezmond Xavier[90]